# مطار لوس أنجلوس الدولي
مطار لوس أنجلس الدولي (بالإنجليزية: Los Angeles International Airport، اختصارا: LAX) (إياتا: LAX، إيكاو: KLAX، معرف الموقع إف إيه إيه: LAX)هو المطار الرئيسي لمدينة لوس أنجلس، وهو أحد أكبر المطارات وأكثرها حداثة في ولاية كاليفورنيا الأمريكية. يقع مطار لوس أنجلوس في حي ويستشستر في لوس أنجلوس، على بعد 18 ميلاً (30 كم) جنوب غرب وسط مدينة لوس أنجلوس،مطار لوس أنجلوس الدولي هو أقرب مطار إلى الجانب الغربي والخليج الجنوبي. تشغل المطار من قبل مطارات لوس أنجلوس العالمية (LAWA)، وهي تابع من حكومة مدينة لوس أنجلوس والتي تقوم أيضًا بتشغيل مطار فان نويس العام. المطار مبنى 3500 فدان (1400 هكتار) من الأرض وله أربعة مدارج متوازية.
يتميز المطار بأربعة مدارج متوازية، والتي تستخدم للرحلات الداخلية والدولية، مما يجعله واحدًا من أكثر المطارات ازدحامًا في الولايات المتحدة وبوابة رئيسية للمسافرين من وإلى منطقة لوس أنجلوس.
تعامل مطار لوس أنجلوس الدولي في عام 2019 مع 88,068,013 مسافرًا، مما يجعله ثالث أكثر المطارات ازدحامًا في العالم وثاني أكثر المطارات ازدحامًا في الولايات المتحدة بعد مطار هارتسفيلد جاكسون أتلانتا الدولي. مطار لوس أنجلوس الدولي بوابة دولية رئيسية إلى الولايات المتحدة، كما يخدم أيضًا نقطة اتصال للمسافرين الدوليين (مثل شرق وجنوب شرق آسيا وأستراليا والمكسيك وأمريكا الوسطى). وهو أيضًا أفضل أكبر خمسة مطارات أمريكية من حيث حركة الركاب والبضائع.

## شركات الطيران والوجهات

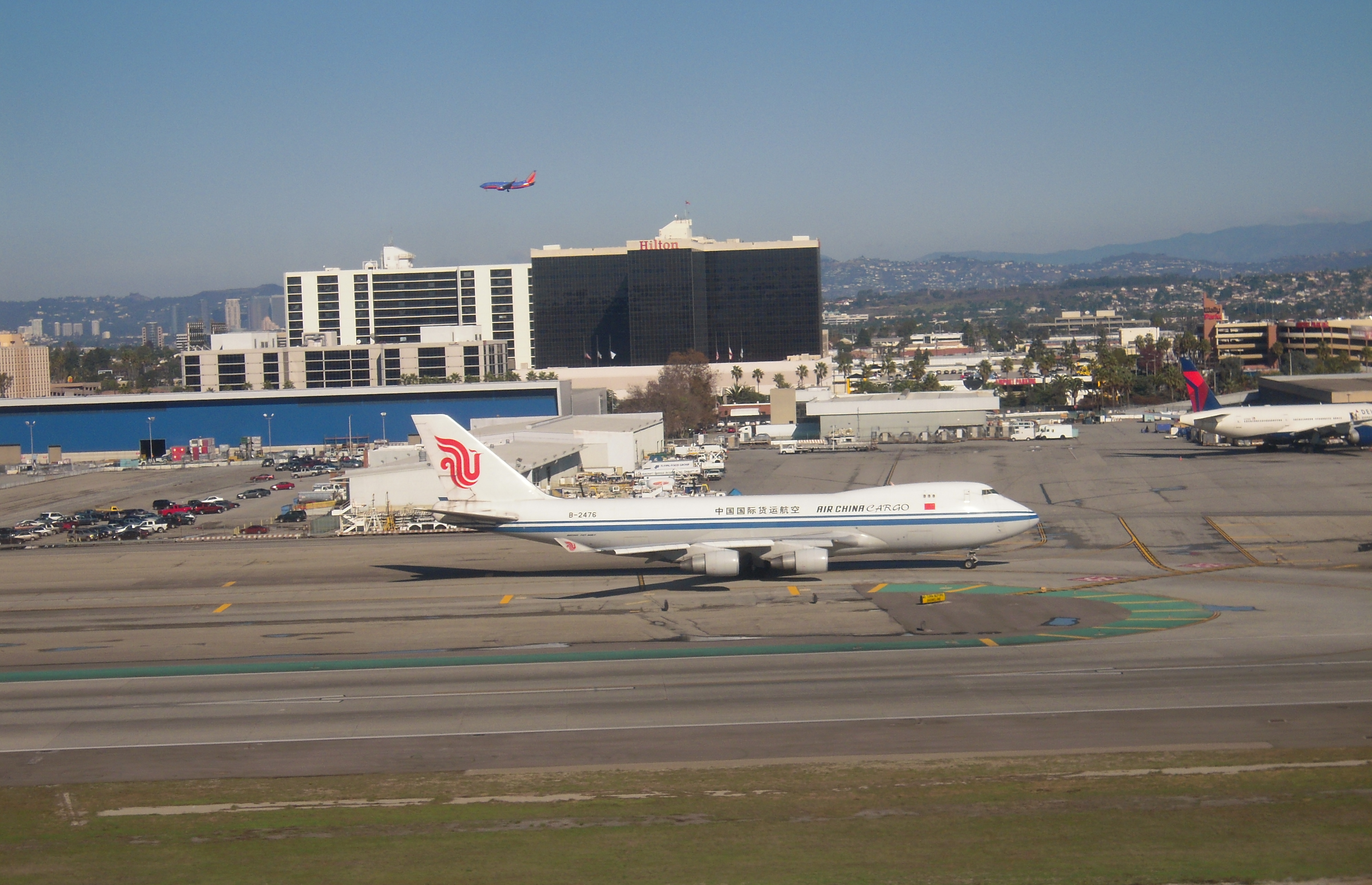
طائرة شحن تابعة لشركة طيران الصين من طراز B747 في مطار لوس أنجلوس الدولي

### الركاب
| شركـات طيـران                   | الوجهات | Refs          |
| ------------------------------- | --- | ------------- |
| أير لينغس                       | مطار دبلن الدولي | [ 4 ]         |
| طيران المكسيك                   | مطار غوادالاخارا الدولي، مطار بينيتو خواريز الدولي | [ 5 ]         |
| Aeroméxico Connect              | Monterrey | [ 6 ]         |
| طيران كندا                      | مطار مونتريال الدولي، مطار تورونتو بيرسون الدولي، مطار فانكوفر الدولي | [ 7 ]         |
| طيران الصين                     | مطار بكين العاصمة الدولي، مطار شينزين باوان الدولي | [ 8 ]         |
| الخطوط الجوية الفرنسية          | مطار فا الدولي، مطار باريس شارل ديغول | [ 9 ]         |
| طيران نيوزيلندا                 | مطار أوكلاند الدولي | [ 10 ]        |
| Air Premia                      | مطار إنتشون الدولي | [ 11 ]        |
| Air Tahiti Nui                  | مطار أوكلاند الدولي، مطار فا الدولي، مطار باريس شارل ديغول | [ 12 ]        |
| طيران ترانسات                   | موسمي: مطار مونتريال الدولي | [ 13 ]        |
| خطوط آلاسكا الجوية              | مطار تيد ستيفنز أنكوراج الدولي، Belize City ‏، Boise، Cancún، Eugene، مطار باين فيلد، مطار غوادالاخارا الدولي، Guatemala City (تبدأ في 14 ديسمبر 2023)، مطار هونولولو الدولي، Ixtapa/Zihuatanejo، Kahului، مطار هاري ريد الدولي، Liberia (CR) ‏، Loreto، Manzanillo، Mazatlán، Medford، مطار نيوآرك ليبرتي الدولي، مطار بورتلاند الدولي، Puerto Vallarta ‏، Redmond/Bend، مطار سان فرانسيسكو الدولي، مطار سان خوسيه الدولي، مطار خوان سانتاماريا الدولي، San José del Cabo ‏، Santa Rosa ‏، مطار سياتل تاكوما الدولي، Spokane، مطار واشنطن دولس الدولي، مطار رونالد ريغان الوطني موسمي: Bozeman، Fort Lauderdale ‏، Fort Myers ‏، Nassau (تبدأ في 15 ديسمبر 2023)، مطار رينو تاهو الدولي، مطار تامبا الدولي | [ 16 ]        |
| أليجانت للطيران                 | Bellingham، Boise، Cincinnati، Eugene، Fayetteville/Bentonville، مطار إنديانابوليس الدولي، مطار ممفيس الدولي، مطار منيابولس سانت بول الدولي، Provo، Springfield/Branson، Tulsa موسمي: Billings، Bozeman، Cedar Rapids/Iowa City ‏، Des Moines ‏، Fargo، Glacier Park/Kalispell ‏، Grand Junction ‏، Grand Rapids ‏، Idaho Falls ‏، Jackson Hole ‏، مطار ليتل روك الدولي، McAllen، Missoula، Montrose، Oklahoma City ‏، Omaha، Rapid City ‏، Sioux Falls ‏، Tri-Cities (WA) ‏، Wichita | [ 17 ]        |
| خطوط كل اليابان الجوية          | مطار طوكيو هانيدا الدولي، مطار ناريتا الدولي | [ 18 ]        |
| الخطوط الجوية الأمريكية         | مطار هارتسفيلد جاكسون، مطار أوستن برغستروم الدولي، مطار لوجان الدولي، Cancún، مطار شارلوت دوغلاس الدولي، مطار أوهير الدولي، مطار دالاس فورت ورث الدولي، مطار هونولولو الدولي، مطار إنديانابوليس الدولي، Kahului، Kailua-Kona، مطار هاري ريد الدولي، Lihue، مطار لندن هيثرو، مطار بينيتو خواريز الدولي، مطار ميامي الدولي، مطار ناشفيل الدولي، مطار جون إف كينيدي الدولي، مطار أورلاندو الدولي، مطار فيلادلفيا الدولي، مطار فينيكس سكاي هاربر الدولي، Raleigh/Durham، مطار سانت لويس الدولي، مطار سان أنطونيو الدولي، مطار سان فرانسيسكو الدولي، San José del Cabo ‏، مطار سيدني، مطار طوكيو هانيدا الدولي، مطار فانكوفر الدولي، مطار رونالد ريغان الوطني موسمي: مطار أوكلاند الدولي (تستأنف في 21 ديسمبر 2023)، Fort Lauderdale ‏، Puerto Vallarta ‏، مطار تامبا الدولي | [ 20 ]        |
| إمريكان إيغل                    | Albuquerque، مطار دنفر الدولي، El Paso ‏، Fayetteville/Bentonville، مطار جورج بوش الدولي، Oklahoma City ‏، Omaha، مطار بورتلاند الدولي، Sacramento، مطار سان أنطونيو الدولي، مطار سان فرانسيسكو الدولي، مطار سان خوسيه الدولي، مطار سياتل تاكوما الدولي، مطار توسان الدولي، Tulsa موسمي: Aspen، Bozeman، Eagle/Vail، Jackson Hole ‏، Mazatlán، Missoula، مطار رينو تاهو الدولي، مطار سولت ليك سيتي الدولي، مطار فانكوفر الدولي | [ 20 ]        |
| خطوط آسيانا الجوية              | مطار إنتشون الدولي | [ 21 ]        |
| الخطوط الجوية النمساوية         | موسمي: مطار فيينا الدولي | [ 22 ]        |
| أفيانكا                         | مطار إلدورادو الدولي | [ 23 ]        |
| أفيانكا كوستاريكا               | مطار خوان سانتاماريا الدولي | [ 24 ]        |
| أفيانكا السلفادور               | Guatemala City، مطار إل سلفادور الدولي | [ 23 ]        |
| Breeze Airways                  | مطار بيتسبرغ الدولي ‏، Raleigh/Durham، Richmond موسمي: مطار جاكسونفيل الدولي، مطار نيو اورليانز لويس أرمسترونغ الدولي، Norfolk، Providence | [ 25 ]        |
| الخطوط الجوية البريطانية        | مطار لندن هيثرو | [ 26 ]        |
| كاثي باسيفيك                    | مطار هونغ كونغ الدولي | [ 27 ]        |
| Cayman Airways                  | موسمي: مطار أوين روبرتس الدولي | [ 28 ]        |
| الخطوط الجوية الصينية           | مطار تايوان تاويوان الدولي | [ 29 ]        |
| خطوط شرق الصين الجوية           | مطار شانغهاي بودنغ الدولي | [ 30 ]        |
| خطوط جنوب الصين الجوية          | مطار قوانغتشو باييون الدولي | [ 31 ]        |
| كوندور للطيران                  | مطار فرانكفورت | [ 32 ] [ 33 ] |
| خطوط كوبا الجوية                | مطار توكومين الدولي | [ 34 ]        |
| خطوط دلتا الجوية                | مطار هارتسفيلد جاكسون، مطار أوكلاند الدولي، مطار أوستن برغستروم الدولي، مطار لوجان الدولي، Cancún، Cincinnati، مطار دالاس فورت ورث الدولي، Dallas–Love، مطار دنفر الدولي، مطار ديترويت، Fort Lauderdale ‏، Guatemala City، مطار هونولولو الدولي، مطار جورج بوش الدولي، مطار إنديانابوليس الدولي، Kahului، Kailua-Kona، Kansas City ‏، مطار هاري ريد الدولي، Liberia (CR) ‏ (تستأنف في 21 ديسمبر 2023)، Lihue، مطار لندن هيثرو، مطار ممفيس الدولي، مطار بينيتو خواريز الدولي، مطار ميامي الدولي، مطار منيابولس سانت بول الدولي، مطار ناشفيل الدولي، مطار نيو اورليانز لويس أرمسترونغ الدولي، مطار جون إف كينيدي الدولي، مطار لاغوارديا، مطار أورلاندو الدولي، مطار باريس شارل ديغول، مطار بورتلاند الدولي، Puerto Vallarta ‏، Raleigh/Durham، Sacramento، مطار سولت ليك سيتي الدولي، مطار سان أنطونيو الدولي، مطار سان فرانسيسكو الدولي، مطار خوان سانتاماريا الدولي، San José del Cabo ‏، مطار إل سلفادور الدولي، مطار سياتل تاكوما الدولي، مطار شانغهاي بودنغ الدولي (تستأنف في 31 مارس 2024)، مطار سيدني، مطار تامبا الدولي، مطار طوكيو هانيدا الدولي، مطار رونالد ريغان الوطني موسمي: مطار فا الدولي | [ 38 ]        |
| Delta Connection                | Albuquerque، Aspen، Boise، Bozeman، مطار أوكلاند الدولي (الولايات المتحدة)، مطار فينيكس سكاي هاربر الدولي، مطار رينو تاهو الدولي، Sacramento، مطار سان دييغو الدولي، مطار سان خوسيه الدولي، Spokane، مطار توسان الدولي موسمي: Eagle/Vail (تبدا في 16 ديسمبر 2023)، Jackson Hole ‏ (تستأنف في 16 ديسمبر 2023) | [ 38 ]        |
| إل عال                          | مطار بن غوريون الدولي | [ 40 ]        |
| طيران الإمارات                  | مطار دبي الدولي | [ 41 ]        |
| إيفا للطيران                    | مطار تايوان تاويوان الدولي | [ 42 ]        |
| خطوط فيجي الجوية                | مطار نادي الدولي | [ 43 ]        |
| فين إير                         | مطار هلسنكي فانتا | [ 44 ]        |
| Flair Airlines                  | مطار فانكوفر الدولي موسمي: Edmonton | [ 45 ]        |
| فرينش بي                        | مطار باريس أورلي | [ 46 ]        |
| خطوط هاواي الجوية               | مطار هونولولو الدولي، Kahului، Kailua-Kona، Lihue | [ 47 ]        |
| أيبيريا (شركة طيران)            | مطار مدريد باراخاس الدولي | [ 48 ]        |
| إيتا (شركة طيران)               | مطار ليوناردو دا فينشي | [ 49 ]        |
| الخطوط الجوية اليابانية         | مطار كانساي الدولي، مطار طوكيو هانيدا الدولي، مطار ناريتا الدولي | [ 50 ]        |
| خطوط جيت بلو الجوية             | مطار لوجان الدولي، مطار بوفالو نياغارا الدولي ‏، Cancún، Charleston (SC) ‏، Fort Lauderdale ‏، Hartford، مطار هاري ريد الدولي، Liberia (CR) ‏، مطار ميامي الدولي، Nassau (تبدأ في 4 نوفمبر 2023)، مطار نيوآرك ليبرتي الدولي، مطار جون إف كينيدي الدولي، مطار أورلاندو الدولي، Puerto Vallarta ‏، مطار رينو تاهو الدولي، مطار سولت ليك سيتي الدولي، مطار سان فرانسيسكو الدولي، San José del Cabo ‏ | [بحاجة لمصدر] |
| JSX                             | مطار هاري ريد الدولي موسمي: Cabo San Lucas ‏ | [ 52 ]        |
| الخطوط الجوية الملكية الهولندية | مطار سخيبول أمستردام | [ 53 ]        |
| كوريا للطيران                   | مطار إنتشون الدولي | [ 54 ]        |
| لاتام البرازيل                  | مطار غواروليوس الدولي | [ 55 ]        |
| خطوط لان الجوية                 | مطار خورخي تشافيز الدولي، مطار أرتورو ميرينو بينيتيز الدولي | [بحاجة لمصدر] |
| لاتام بيرو                      | مطار خورخي تشافيز الدولي | [بحاجة لمصدر] |
| Level                           | مطار برشلونة الدولي | [ 48 ]        |
| خطوط لوت الجوية البولندية       | مطار وارسو فريدريك شوبان | [ 56 ]        |
| لوفتهانزا                       | مطار فرانكفورت، مطار ميونخ الدولي | [ 57 ]        |
| Lynx Air                        | مطار كالغاري الدولي، مطار تورونتو بيرسون الدولي | [ 59 ]        |
| خطوط نورس أتلانتيك الجوية       | مطار غاتويك، مطار باريس شارل ديغول (تبدأ في 1 مايو 2024) موسمي: Oslo | [ 62 ]        |
| الخطوط الجوية الفلبينية         | مطار نينوي أكوينو الدولي | [ 63 ]        |
| Porter Airlines                 | مطار تورونتو بيرسون الدولي (تبدأ في 16 يناير 2024) | [ 64 ]        |
| كانتاس                          | مطار بريزبان، مطار ملبورن الدولي، مطار سيدني | [ 65 ]        |
| الخطوط الجوية القطرية           | مطار حمد الدولي | [ 66 ]        |
| الخطوط السعودية                 | مطار الملك عبد العزيز الدولي | [ 67 ]        |
| الخطوط الجوية الإسكندنافية      | مطار كوبنهاغن | [ 68 ]        |
| الخطوط الجوية السنغافورية       | مطار شانغي سنغافورة، مطار ناريتا الدولي | [ 69 ]        |
| Southern Airways Express        | Imperial/El Centro ‏ | [ 70 ]        |
| خطوط ساوث ويست الجوية           | Albuquerque، مطار أوستن برغستروم الدولي، مطار بالتيمور واشنطن الدولي، مطار ميدواي الدولي، Dallas–Love، مطار دنفر الدولي، El Paso ‏، مطار هونولولو الدولي، Houston–Hobby، Kahului، Kansas City ‏، مطار هاري ريد الدولي، مطار ناشفيل الدولي، مطار نيو اورليانز لويس أرمسترونغ الدولي، مطار أوكلاند الدولي (الولايات المتحدة)، مطار فينيكس سكاي هاربر الدولي، مطار بورتلاند الدولي، مطار رينو تاهو الدولي، Sacramento، مطار سانت لويس الدولي، مطار سولت ليك سيتي الدولي، مطار سان أنطونيو الدولي، مطار سان فرانسيسكو الدولي، مطار سان خوسيه الدولي، مطار توسان الدولي موسمي: مطار هارتسفيلد جاكسون، Kailua-Kona، Lihue | [بحاجة لمصدر] |
| خطوط سبيريت الجوية              | مطار هارتسفيلد جاكسون، مطار أوستن برغستروم الدولي، مطار بالتيمور واشنطن الدولي، مطار لوجان الدولي، مطار شارلوت دوغلاس الدولي، مطار أوهير الدولي، Cleveland، Columbus–Glenn، مطار دالاس فورت ورث الدولي، مطار ديترويت، Fort Lauderdale ‏، مطار جورج بوش الدولي، Kansas City ‏، مطار هاري ريد الدولي، Louisville، مطار ممفيس الدولي، مطار منيابولس سانت بول الدولي، مطار ناشفيل الدولي، مطار نيوآرك ليبرتي الدولي، مطار نيو اورليانز لويس أرمسترونغ الدولي، مطار أوكلاند الدولي (الولايات المتحدة)، مطار فيلادلفيا الدولي، مطار بيتسبرغ الدولي ‏، Puerto Vallarta ‏، مطار سانت لويس الدولي، مطار سولت ليك سيتي الدولي، مطار سان أنطونيو الدولي موسمي: مطار دنفر الدولي، San José del Cabo ‏ | [بحاجة لمصدر] |
| ستارلوكس للطيران                | مطار تايوان تاويوان الدولي | [ 73 ]        |
| خطوط بلاد الشمس الجوية          | مطار منيابولس سانت بول الدولي موسمي: مطار هاري ريد الدولي، مطار ناشفيل الدولي | [ 74 ]        |
| الخطوط الجوية الدولية السويسرية | مطار زيورخ الدولي | [ 75 ]        |
| الخطوط الجوية التركية           | مطار إسطنبول الدولي | [ 76 ]        |
| الخطوط الجوية المتحدة           | مطار أوستن برغستروم الدولي، مطار بالتيمور واشنطن الدولي، مطار لوجان الدولي، مطار بريزبان (تبدأ في 29 نوفمبر 2023)، Cancún، مطار أوهير الدولي، Cleveland، Cozumel، مطار دنفر الدولي، Guatemala City، مطار هونغ كونغ الدولي، مطار هونولولو الدولي، مطار جورج بوش الدولي، Kahului، Kailua-Kona، مطار هاري ريد الدولي، Lihue، مطار لندن هيثرو، مطار ملبورن الدولي، مطار نيوآرك ليبرتي الدولي، مطار أورلاندو الدولي، مطار فينيكس سكاي هاربر الدولي، Puerto Vallarta ‏، مطار سان دييغو الدولي، مطار سان فرانسيسكو الدولي، San José del Cabo ‏، مطار إل سلفادور الدولي، مطار سياتل تاكوما الدولي، مطار سيدني، مطار تامبا الدولي، مطار طوكيو هانيدا الدولي، مطار ناريتا الدولي، مطار فانكوفر الدولي، مطار واشنطن دولس الدولي موسمي: مطار أوكلاند الدولي، Belize City ‏، Fort Myers ‏، Jackson Hole ‏، Liberia (CR) ‏، مطار خوان سانتاماريا الدولي | [ 81 ]        |
| United Express                  | مطار أوستن برغستروم الدولي، Boise، Bozeman، Eureka، Fresno، مطار هاري ريد الدولي، Manzanillo، Monterey، Palm Springs ‏، مطار فينيكس سكاي هاربر الدولي، Prescott، Redding، Redmond/Bend، مطار رينو تاهو الدولي، Sacramento، مطار سولت ليك سيتي الدولي، مطار سان دييغو الدولي، مطار سان فرانسيسكو الدولي، San Luis Obispo ‏، Santa Barbara ‏، مطار سياتل تاكوما الدولي، مطار فانكوفر الدولي موسمي: Aspen، Bishop، Eagle/Vail، Glacier Park/Kalispell ‏، Hayden/Steamboat Springs ‏، Jackson Hole ‏، Missoula، Montrose، Rapid City ‏، Sun Valley ‏ | [بحاجة لمصدر] |
| خطوط فيرجن أتلانتيك الجوية      | مطار لندن هيثرو | [ 82 ]        |
| Viva Aerobus                    | مطار غوادالاخارا الدولي، مطار بينيتو خواريز الدولي موسمي: Monterrey | [ 83 ]        |
| Volaris                         | Aguascalientes، مطار غوادالاخارا الدولي، León/Del Bajío ‏، مطار بينيتو خواريز الدولي، Morelia، Oaxaca، Uruapan، Zacatecas | [ 84 ]        |
| Volaris Costa Rica              | Guatemala City، مطار خوان سانتاماريا الدولي | [ 85 ]        |
| Volaris El Salvador             | مطار إل سلفادور الدولي | [ 86 ]        |
| ويست جت إيرلاينز ‏               | مطار كالغاري الدولي، Edmonton، مطار فانكوفر الدولي، Winnipeg موسمي: مطار تورونتو بيرسون الدولي | [ 87 ]        |
| خطوط زيامن الجوية               | مطار شيامن قاوتشي الدولي | [ 88 ]        |
| Zipair Tokyo                    | مطار ناريتا الدولي | [ 89 ]        |

### الشحن
| شركـات طيـران                            | الوجهات | Refs                                           |
| ---------------------------------------- | --- | ---------------------------------------------- |
| AeroLogic                                | مطار فرانكفورت | [ 90 ]                                         |
| AeroUnion                                | مطار غوادالاخارا الدولي، León/El Bajío ‏، مطار بينيتو خواريز الدولي، Monterrey | [ 91 ]                                         |
| AirBridgeCargo                           | مطار سخيبول أمستردام، مطار تيد ستيفنز أنكوراج الدولي، مطار هونغ كونغ الدولي، مطار شانغهاي بودنغ الدولي | [ 92 ]                                         |
| طيران الصين للشحن الجوي                  | مطار بكين العاصمة الدولي، مطار شانغهاي بودنغ الدولي | [ 93 ] [ 94 ]                                  |
| Aloha Air Cargo                          | مطار هونولولو الدولي، مطار سياتل تاكوما الدولي | [ 95 ]                                         |
| Amazon Air                               | مطار بالتيمور واشنطن الدولي، Cincinnati | [بحاجة لمصدر]                                  |
| Ameriflight                              | مطار رينو تاهو الدولي | [ 96 ]                                         |
| خطوط كل اليابان الجوية                   | مطار ناريتا الدولي | [بحاجة لمصدر]                                  |
| خطوط آسيانا الجوية                       | مطار تيد ستيفنز أنكوراج الدولي، مطار سان فرانسيسكو الدولي، مطار إنتشون الدولي | [ 97 ]                                         |
| طيران أطلس                               | مطار تيد ستيفنز أنكوراج الدولي، مطار أوهير الدولي، مطار تشونغتشينغ جيانغبى الدولي، مطار دالاس فورت ورث الدولي، مطار غوادالاخارا الدولي، مطار هونغ كونغ الدولي، مطار جون إف كينيدي الدولي، مطار إنتشون الدولي، مطار شانغهاي بودنغ الدولي، مطار ناريتا الدولي | [بحاجة لمصدر]                                  |
| كارغولوكس                                | مطار تيد ستيفنز أنكوراج الدولي، مطار كالغاري الدولي، Glasgow–Prestwick، مطار غوادالاخارا الدولي، مطار هونغ كونغ الدولي، مطار إنديانابوليس الدولي، مطار لوكسمبورغ، مطار بينيتو خواريز الدولي، مطار مالبينسا، مطار سياتل تاكوما الدولي، مطار شانغي سنغافورة | [ 98 ] [ 99 ]                                  |
| كاثي باسيفيك                             | مطار تيد ستيفنز أنكوراج الدولي، مطار دالاس فورت ورث الدولي، مطار هونغ كونغ الدولي، مطار بينيتو خواريز الدولي، مطار بورتلاند الدولي | [ 101 ]                                        |
| الخطوط الجوية الصينية                    | مطار تيد ستيفنز أنكوراج الدولي، Osaka، مطار سان فرانسيسكو الدولي، مطار تايوان تاويوان الدولي | [ 102 ] [ 103 ] [ 104 ]                        |
| الخطوط الجوية الصينية للشحن              | مطار أرتورو ميرينو بينيتيز الدولي، مطار شانغهاي بودنغ الدولي، مطار شينزين باوان الدولي | [ 105 ]                                        |
| خطوط جنوب الصين الجوية                   | مطار تيد ستيفنز أنكوراج الدولي، مطار قوانغتشو باييون الدولي، مطار حيفي شينكياو الدولي، مطار شانغهاي بودنغ الدولي، مطار تيانجين الدولي، مطار تشنغتشو الدولي | [ 106 ] [ 107 ] [ 108 ]                        |
| دي إتش إل للطيران                        | مطار تيد ستيفنز أنكوراج الدولي، مطار كالغاري الدولي، Cincinnati، مطار غوادالاخارا الدولي، East Midlands ‏، مطار هونغ كونغ الدولي، مطار هونولولو الدولي، Huatulco، مطار لايبزيغ هاله، مطار بينيتو خواريز الدولي، مطار فينيكس سكاي هاربر الدولي، مطار بورتلاند الدولي، مطار سان فرانسيسكو الدولي، مطار سان خوسيه الدولي، مطار خوان سانتاماريا الدولي، مطار سياتل تاكوما الدولي، مطار إنتشون الدولي، مطار ناريتا الدولي، مطار توسان الدولي، مطار فانكوفر الدولي                                                          | [ 95 ] [ 109 ] [ 110 ] [ 111 ] [ 112 ] [ 113 ] |
| الإمارات للشحن الجوي                     | مطار كوبنهاغن، مطار فرانكفورت، مطار آل مكتوم الدولي، مطار بينيتو خواريز الدولي، مطار سرقسطة | [ 114 ] [ 115 ]                                |
| إيفا للطيران                             | مطار تايوان تاويوان الدولي، مطار دالاس فورت ورث الدولي | [ 116 ]                                        |
| فيديكس إكسبرس                            | مطار أوكلاند الدولي، مطار كيمبيغودا الدولي، مطار لوجان الدولي، Burbank، مطار أوهير الدولي، مطار دالاس فورت ورث الدولي، Edmonton، Fort Worth/Alliance ‏، Fresno، مطار هونولولو الدولي، مطار إنديانابوليس الدولي، مطار ممفيس الدولي، مطار ميامي الدولي، مطار منيابولس سانت بول الدولي، مطار ناشفيل الدولي، مطار نيوآرك ليبرتي الدولي، مطار أوكلاند الدولي (الولايات المتحدة)، Ontario، Orange County ‏، مطار فينيكس سكاي هاربر الدولي، مطار بورتلاند الدولي، مطار سياتل تاكوما الدولي، مطار سيدني، Tulsa موسمي: Hartford | [بحاجة لمصدر]                                  |
| طيران آيسلندا                            | مطار كيفلافيك الدولي | [ 117 ]                                        |
| طيران كاليتا                             | مطار تيد ستيفنز أنكوراج الدولي، Cincinnati، مطار هونولولو الدولي، Newburgh، مطار أورلاندو الدولي، مطار سياتل تاكوما الدولي، مطار سيدني، مطار فانكوفر الدولي | [بحاجة لمصدر]                                  |
| كوريا للطيران                            | مطار تيد ستيفنز أنكوراج الدولي، مطار أوهير الدولي، مطار حمد الدولي، مطار خورخي تشافيز الدولي، مطار سان فرانسيسكو الدولي، مطار إنتشون الدولي، مطار ناريتا الدولي | [ 118 ] [ 119 ]                                |
| لوفتهانزا للشحن                          | مطار فرانكفورت | [ 120 ]                                        |
| الشحن الجوي ماس                          | مطار غوادالاخارا الدولي، مطار ميامي الدولي، Mérida، مطار بينيتو خواريز الدولي، مطار ماريسكال سوكري الدولي | [ 121 ]                                        |
| الخطوط الجوية الوطنية (الولايات المتحدة) | مطار تيد ستيفنز أنكوراج الدولي، مطار تشوبو سنتراير الدولي، مطار شانغهاي بودنغ الدولي | [إخفاق التحقق]                                 |
| Nippon Cargo Airlines                    | مطار سان فرانسيسكو الدولي، مطار ناريتا الدولي | [ 123 ] [ 124 ]                                |
| Qantas Freight                           | مطار أوكلاند الدولي، مطار أوهير الدولي، مطار تشونغتشينغ جيانغبى الدولي، مطار هونولولو الدولي، مطار ملبورن الدولي، مطار سيدني | [ 125 ]                                        |
| الخطوط الجوية القطرية                    | مطار أوهير الدولي، مطار حمد الدولي، مطار لييج، مطار لوكسمبورغ، مطار بينيتو خواريز الدولي، Ostend/Bruges | [ 126 ] [ 127 ] [ 128 ] [ 129 ]                |
| خطوط أس أف الجوية                        | مطار تيد ستيفنز أنكوراج الدولي، مطار هانغتشو شياوشان الدولي | [ 130 ]                                        |
| Silk Way West Airlines                   | مطار حيدر علييف الدولي | [ 131 ]                                        |
| Singapore Airlines Cargo                 | مطار سخيبول أمستردام، مطار تيد ستيفنز أنكوراج الدولي، مطار بروكسل الدولي، مطار أوهير الدولي، مطار هونغ كونغ الدولي | [ 132 ]                                        |
| Southern Air                             | مطار تيد ستيفنز أنكوراج الدولي، مطار هونغ كونغ الدولي، مطار غواروليوس الدولي، مطار إنتشون الدولي | [بحاجة لمصدر]                                  |
| Sky Lease Cargo                          | مطار ميامي الدولي، مطار ناريتا الدولي | [ 133 ]                                        |
| خطوط يو بي إس الجوية                     | مطار دالاس فورت ورث الدولي، Louisville، Ontario، مطار أورلاندو الدولي | [بحاجة لمصدر]                                  |
| Western Global Airlines                  | مطار تيد ستيفنز أنكوراج الدولي، مطار هونغ كونغ الدولي، مطار هونولولو الدولي، مطار إنتشون الدولي | [ 134 ]                                        |
| WestJet Cargo                            | مطار كالغاري الدولي، مطار فانكوفر الدولي | [ 135 ]                                        |

## الإحصائيات

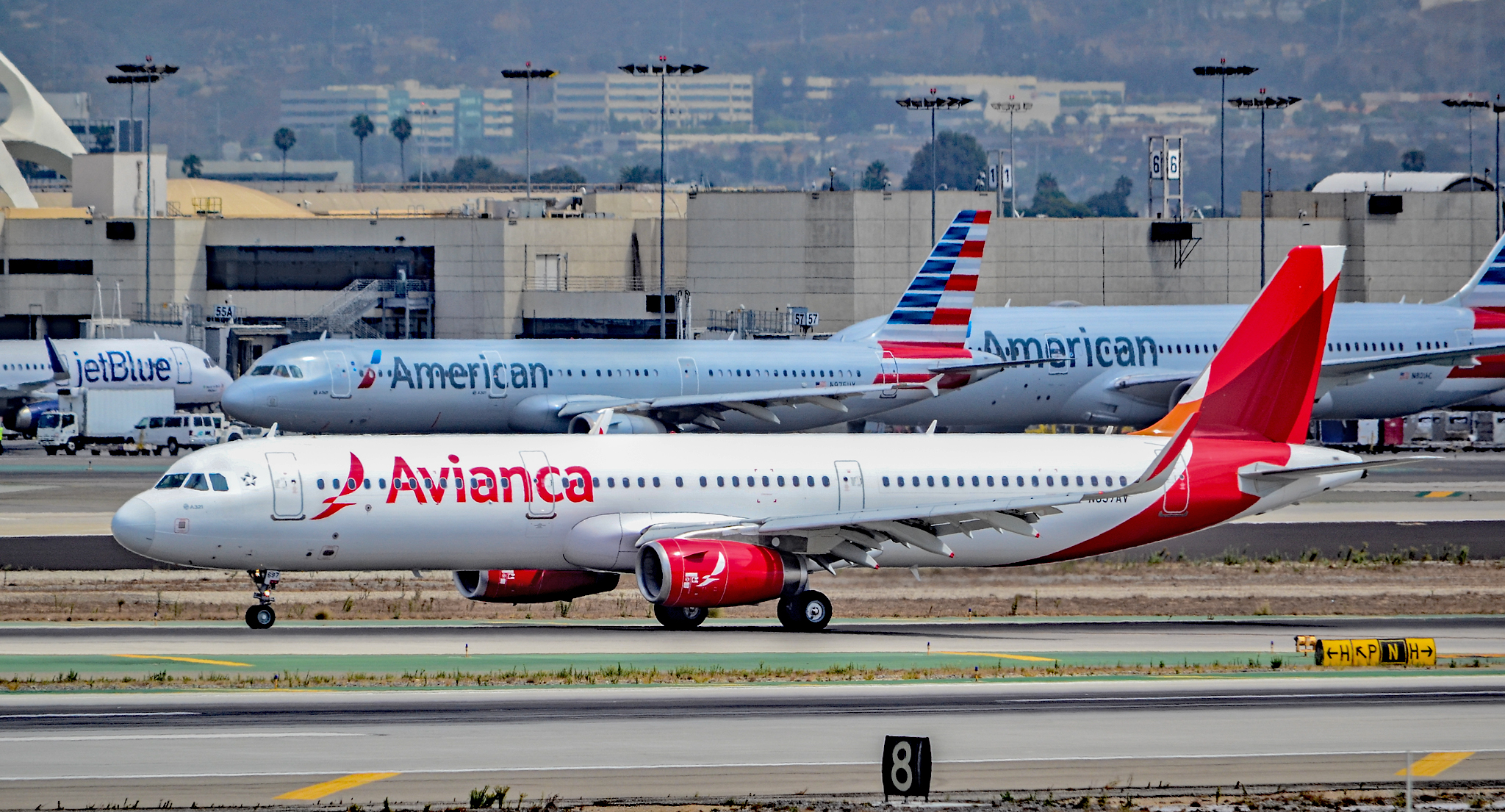
طائرتي إيرباص إيه 321 لالخطوط الجوية الأمريكية وأخرى لخطوط جيت بلو الجوية بالمطار

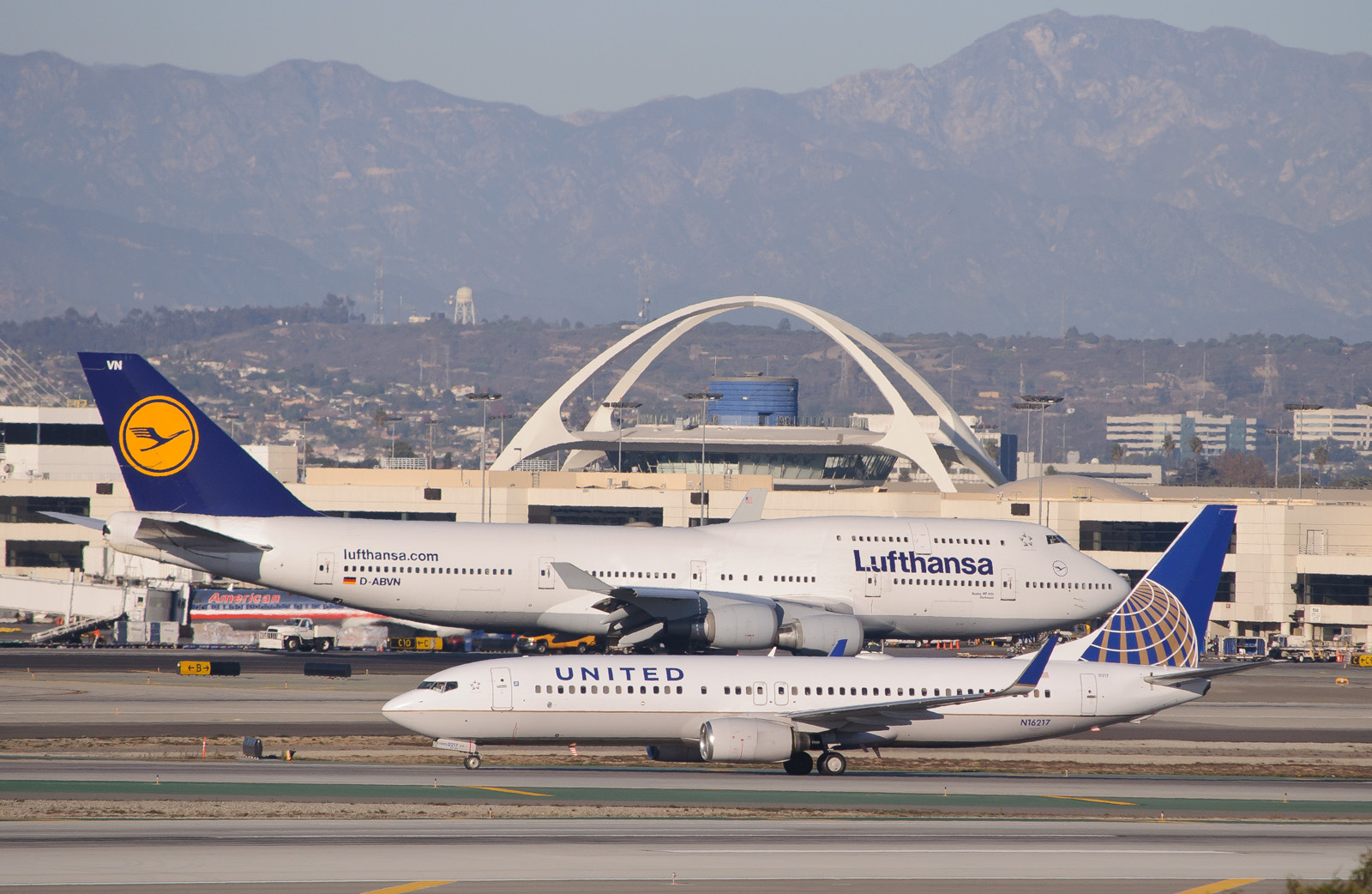
طائرة الخطوط الجوية المتحدة بوينغ 737 الجيل القادم ولوفتهانزا بوينغ 747-400 تقلع

إنه رابع أكثر المطارات ازدحامًا في العالم من حيث حركة الركاب والحادي عشر من أكثر المطارات ازدحامًا من حيث حركة الشحن. 
شاهد source Wikidata query and sources.
|                                    | عدد الركاب | عدد الرحلات | البضائع (طن أمريكي) | البريد (طن أمريكي) |
| ---------------------------------- | ---------- | ----------- | ------------------- | ------------------ |
| 1994                               | 51,050,275 | 689,888     | 1,516,567           | 186,878            |
| 1995                               | 53,909,223 | 732,639     | 1,567,248           | 193,747            |
| 1996                               | 57,974,559 | 763,866     | 1,696,663           | 194,091            |
| 1997                               | 60,142,588 | 781,492     | 1,852,487           | 212,410            |
| 1998                               | 61,215,712 | 773,569     | 1,787,400           | 264,473            |
| 1999                               | 64,279,571 | 779,150     | 1,884,526           | 253,695            |
| 2000                               | 67,303,182 | 783,433     | 2,002,614           | 246,538            |
| 2001                               | 61,606,204 | 738,433     | 1,779,065           | 162,629            |
| 2002                               | 56,223,843 | 645,424     | 1,869,932           | 92,422             |
| 2003                               | 54,982,838 | 622,378     | 1,924,883           | 97,193             |
| 2004                               | 60,704,568 | 655,097     | 2,022,911           | 92,402             |
| 2005                               | 61,489,398 | 650,629     | 2,048,817           | 88,371             |
| 2006                               | 61,041,066 | 656,842     | 2,022,687           | 80,395             |
| 2007                               | 62,438,583 | 680,954     | 2,010,820           | 66,707             |
| 2008                               | 59,815,646 | 622,506     | 1,723,038           | 73,505             |
| 2009                               | 56,520,843 | 544,833     | 1,599,782           | 64,073             |
| 2010                               | 59,069,409 | 575,835     | 1,852,791           | 74,034             |
| 2011                               | 61,862,052 | 603,912     | 1,789,204           | 80,442             |
| 2012                               | 63,688,121 | 605,480     | 1,867,155           | 88,438             |
| 2013                               | 66,667,619 | 614,917     | 1,848,764           | 77,286             |
| 2014                               | 70,662,212 | 636,706     | 1,921,302           | 79,850             |
| 2015                               | 74,936,256 | 655,564     | 2,047,197           | 94,299             |
| 2016                               | 80,921,527 | 697,138     | 2,105,941           | 99,394             |
| 2017                               | 84,557,968 | 700,362     | 2,279,878           | 109,596            |
| 2018                               | 87,534,384 | 707,833     | 2,338,642           | 109,694            |
| 2019                               | 88,068,013 | 691,257     | 2,182,711           | 130,536            |
| 2020                               | 28,779,527 | 379,364     | 2,329,348           | 135,498            |
| 2021                               | 48,007,284 | 506,769     | 2,851,941           | 124,732            |
| 2022                               | 65,924,298 | 556,913     | 2,632,536           | 122,034            |
| المصدر: مطارات لوس أنجلوس العالمية |            |             |                     |                    |

### أهم الوجهات المحلية

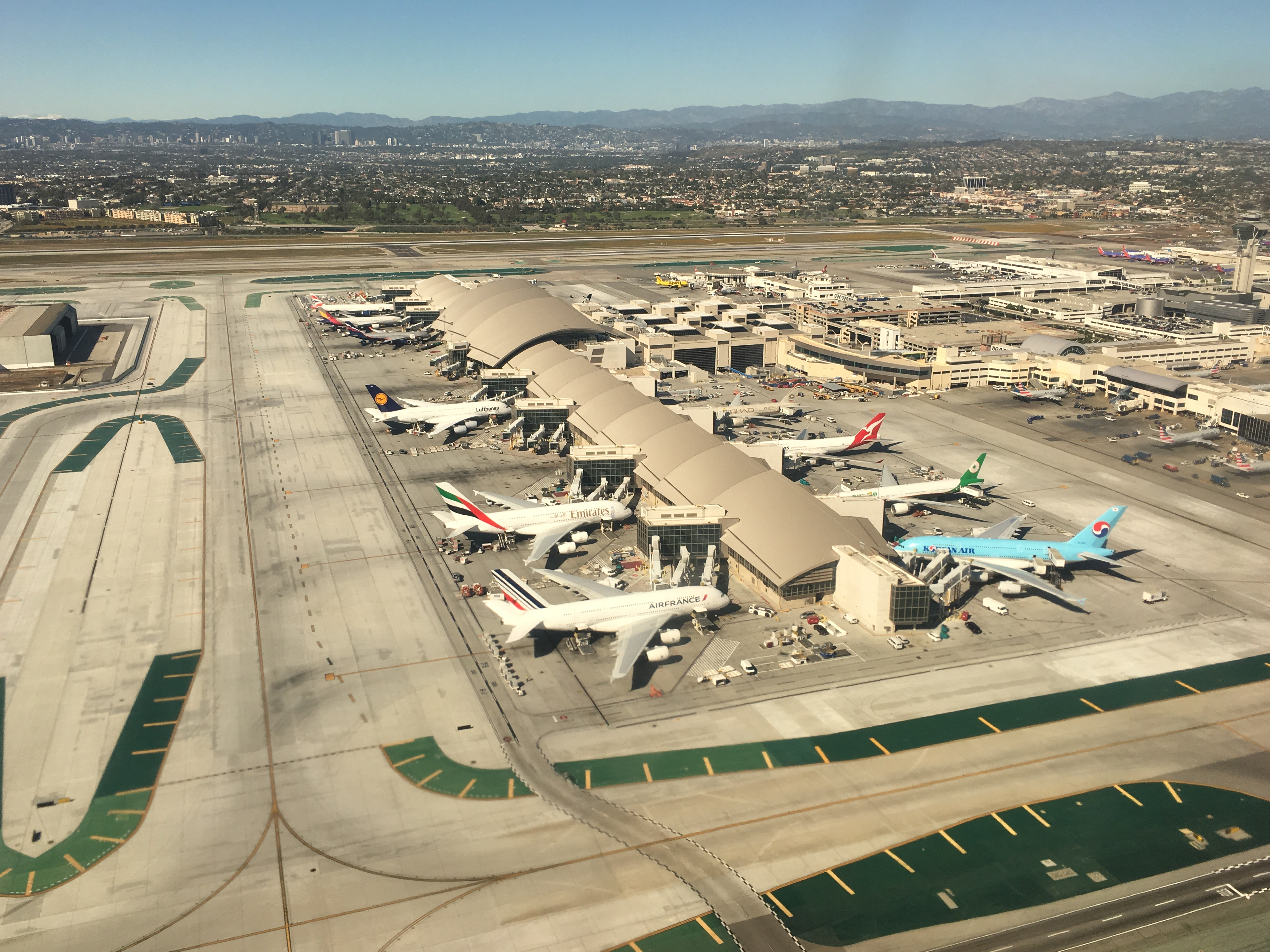
شركات النقل الدولية في محطة توم برادلي الدولية

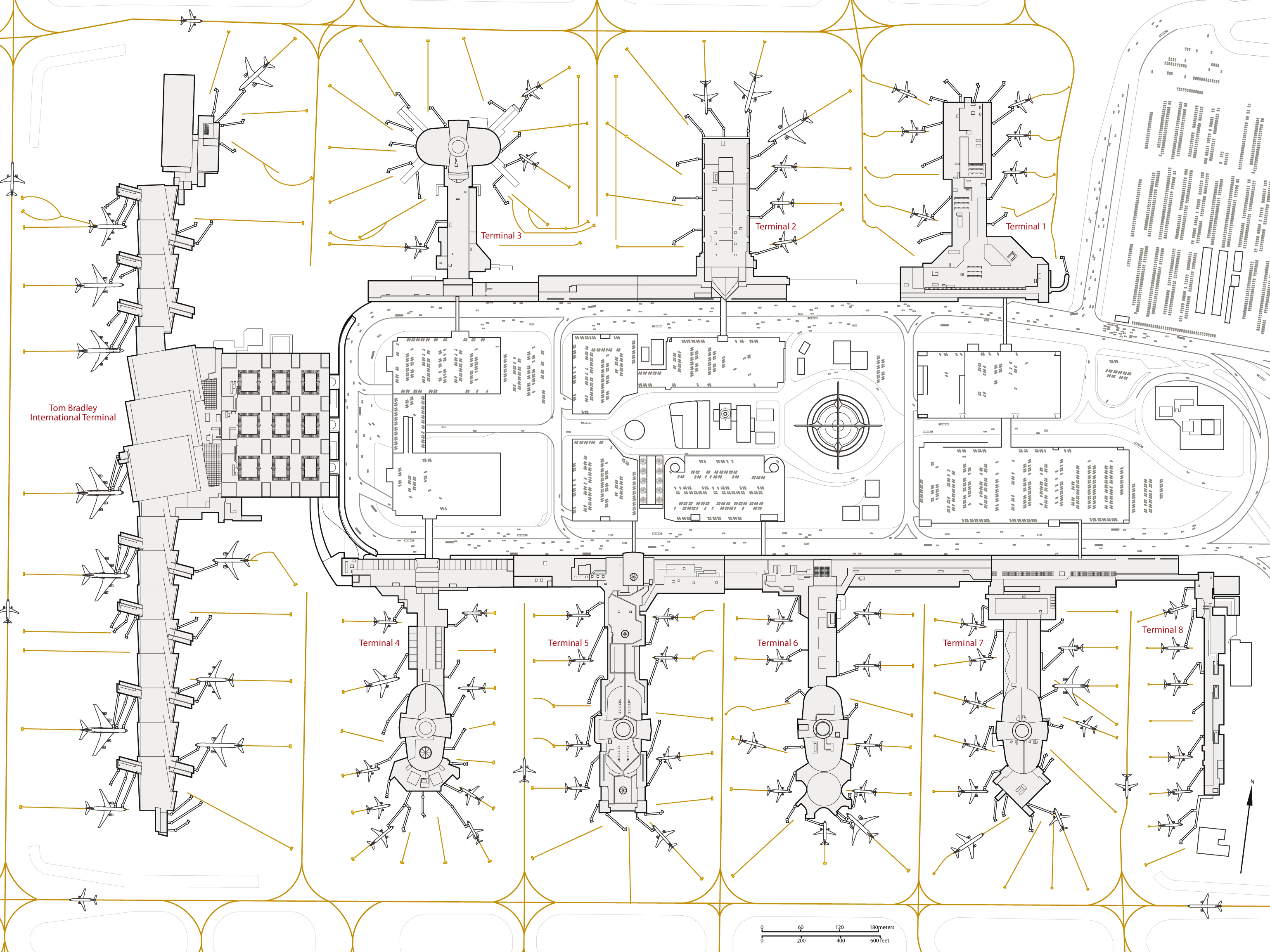
مخطط مطار لوس أنجلوس

| الرتبة | المطار                     | الركاب    | الناقل                                                                            |
| ------ | -------------------------- | --------- | --------------------------------------------------------------------------------- |
| 1      | مطار جون إف كينيدي الدولي  | 1,416,000 | الأمريكية، دلتا، جيت بلو                                                          |
| 2      | مطار هاري ريد الدولي       | 1,321,000 | آلاسكا، أليجانت، الأمريكية، دلتا، جيت بلو، ساوث ويست، سيبريت، بلاد الشمس، المتحدة |
| 3      | مطار سان فرانسيسكو الدولي  | 1,259,000 | آلاسكا، الأمريكية، دلتا، جيت بلو، ساوث ويست، المتحدة                              |
| 4      | مطار أوهير الدولي          | 1,213,000 | الأمريكية، سيبريت، المتحدة                                                        |
| 5      | مطار هونولولو الدولي       | 1,130,000 | آلاسكا، الأمريكية، دلتا، هاواي، ساوث ويست، المتحدة                                |
| 6      | مطار دالاس فورت ورث الدولي | 1,047,000 | الأمريكية، دلتا، سيبريت، المتحدة                                                  |
| 7      | مطار نيوآرك ليبرتي الدولي  | 1,017,000 | آلاسكا، جيت بلو، سيبريت، المتحدة                                                  |
| 8      | مطار دنفر الدولي           | 895,000   | الأمريكية، دلتا، ساوث ويست، سيبريت، المتحدة                                       |
| 9      | مطار هارتسفيلد جاكسون      | 878,000   | الأمريكية، دلتا، سيبريت                                                           |
| 10     | مطار سياتل تاكوما الدولي   | 878,000   | آلاسكا، الأمريكية، دلتا، المتحدة                                                  |

### أهم الوجهات الدولية

خريطة وجهات المطار

| الرتبة | المطار                     | الركاب    | الناقل                                                                           |
| ------ | -------------------------- | --------- | -------------------------------------------------------------------------------- |
| 1      | مطار لندن هيثرو            | 1,012,715 | الخطوط الجوية الأمريكية، الخطوط الجوية البريطانية، دلتا، المتحدة، فيرجن أتلانتيك |
| 2      | مطار غوادالاخارا الدولي    | 882,802   | طيران المكسيك، آلاسكا، فيفا أيروباص، فولاريس                                     |
| 3      | مطار بينيتو خواريز الدولي  | 876,192   | طيران المكسيك، الأمريكية، دلتا، فيفا أيروباص، فولاريس                            |
| 4      | San José del Cabo، Mexico ‏ | 733,312   | آلاسكا، الأمريكية، دلتا، جيت بلو، سيبريت، المتحدة                                |
| 5      | مطار باريس شارل ديغول      | 602,754   | الخطوط الجوية الفرنسية، طيران تاهيتي نوي                                         |
| 6      | Cancún، Mexico             | 599,286   | آلاسكا، الأمريكية، دلتا، جيت بلو، المتحدة                                        |
| 7      | Vancouver، Canada          | 575,591   | طيران كندا، الأمريكية، المتحدة، ويست جيت                                         |
| 8      | مطار إنتشون الدولي         | 524,443   | خطوط آسيانا، كوريا للطيران                                                       |
| 9      | Puerto Vallarta، Mexico ‏   | 496,783   | آلاسكا، الأمريكية، دلتا، سيبريت، المتحدة                                         |
| 10     | مطار إل سلفادور الدولي     | 496,657   | أفيانكا كوستاريكا، أفيانكا السلفادور، دلتا، يونايتد، فولاريس كوستاريكا           |

### شركات الطيران
| الرتبة | الناقل                  | الركاب     | الحصة  |
| ------ | ----------------------- | ---------- | ------ |
| 1      | خطوط دلتا الجوية        | 12,960,207 | 19.66% |
| 2      | الخطوط الجوية الأمريكية | 10,989,694 | 16.67% |
| 3      | المتحدة Airlines        | 10,743,143 | 16.30% |
| 4      | خطوط ساوث ويست الجوية   | 6,455,037  | 9.79%  |
| 5      | خطوط آلاسكا الجوية      | 4,563,515  | 6.92%  |
| 6      | خطوط جيت بلو الجوية     | 3,014,336  | 4.57%  |
| 7      | خطوط سبيريت الجوية      | 3,011,796  | 4.57%  |
| 8      | طيران كندا              | 1,098,556  | 1.67%  |
| 9      | خطوط هاواي الجوية       | 1,023,617  | 1.55%  |
| 10     | فولاريس                 | 849,526    | 1.29%  |

## كارثة مطار لوس أنجلس (2007)
في عام 2007 حدثت كارثة في مطار لوس أنجلس أدت إلى تعطيل حوالي 17،000 طائرة في المطار بسبب عطل برمجي من جهاز بسيط ورخيص.[بحاجة لمصدر]
الجهاز الذي أدى إلى هذه المشكلة كان بطاقة شبكات تم فيه عطل برمجي وبدلا من أن يقوم بإيقاف نفسه عن العمل بسبب المشاكل البرمجية التي واجهها استمر في إرسال بيانات خاطئة للشبكة واستمرت هذه البيانات في التراكم حتى أدت إلى توقف المطار كاملا عن العمل ولم يتمكن أحد من الحصول على تصريح للخروج أو الدخول إلى الولايات المتحدة الأمريكية لمدة 8 ساعات مما أدى إلى غضب الكثير من المسافرين.

## الحوادث والوقائع

### ستينيات القرن العشرين
- في 13 يناير/كانون الثاني 1969 تحطمت طائرة دوغلاس دي سي-8-62 التابعة لنظام الخطوط الجوية الإسكندنافية الرحلة 933 في خليج سانتا مونيكا، على بُعد حوالي 6 أميال بحرية (11 كم) غرب مطار لوس أنجلوس الدولي الساعة 7:21 مساءً بالتوقيت المحلي. كانت الطائرة تُشغل الرحلة SK933 على وشك الانتهاء من رحلتها من سياتل. غرق ثلاثة من أفراد الطاقم التسعة بينما غرق أيضًا 12 من أصل 36 راكبًا.
- في 18 يناير/كانون الثاني 1969 تحطمت طائرة بوينج 727-100 تابعة لشركة يونايتد إيرلاينز الرحلة 266 والمسجلة برقم N7434U، في خليج سانتا مونيكا على بُعد حوالي 11.3 ميلاً (18.2 كم) غرب مطار لوس أنجلوس الدولي الساعة 6:21 مساءً بالتوقيت المحلي. ودُمرت الطائرة مما أسفر عن مقتل جميع ركابها البالغ عددهم 32 راكباً وستة من أفراد الطاقم.

## وصلات خارجية
- موقع مطار لوس أنجلس الدولي